# Marmonnier
Marmonnier is een historisch merk van motorfietsen.
Motorcycles Marmonnier, Villeurbanne (Rhône) (1947-1951).
Frans merk dat 124- en 174 cc tweetakten met Aubier Dunne-motoren bouwde.